# Laurence BonJour
Laurence BonJour, född 31 augusti 1943, är en amerikansk filosof. Han är professor emeritus i filosofi vid University of Washington.

## Biografi
Laurence BonJour avlade doktorsexamen vid Princeton University år 1969 med Richard Rorty som handledare. Avhandlingen bär titeln Knowledge, Justification, and Truth: A Sellarsian Approach to Epistemology och utgör ett försvar av Wilfrid Sellars filosofi.
BonJour har särskilt specialiserat sig på epistemologi, Immanuel Kant och brittisk empirism. Initialt försvarade han koherentismen i sin anti-fundamentistiska kritik. Emellertid kom BonJour att senare försvara den cartesianska fundamentismen och skarpt kritisera empiriker och pragmatiker som Willard Van Orman Quine och Richard Rorty.